# Indriidae
Los índridos (Indriidae) —en ocasiones denominado incorrectamente «Indridae»—, son una familia de primates estrepsirrinos que contiene a los indris, que son los miembros más grandes de estrepsirrinos. Son endémicos de Madagascar.
Los nombres vernáculos de los géneros actuales son lémures lanudos (Avahi), indris (Indri) y sifacas (Propithecus). Los sifacas e indris están tradicionalmente protegidos de la caza por «fadys» (tabúes), pues los nativos de la isla creen que representan los espíritus de sus antepasados.

## Clasificación
- Subfamilia Lemurinae
- Subfamilia Indriinae
  - Género Indri
    - Indri indri

  - Género Avahi
    - Avahi betsileo
    - Avahi cleesei
    - Avahi laniger
    - Avahi meridionalis
    - Avahi mooreorum
    - Avahi occidentalis
    - Avahi peyrierasi
    - Avahi ramanantsoavanai
    - Avahi unicolor

  - Género Propithecus
    - Propithecus diadema
    - Propithecus candidus
    - Propithecus edwardsi
    - Propithecus perrieri
    - Propithecus tattersalli
    - Propithecus verreauxi
    - Propithecus coquereli
    - Propithecus deckenii
    - Propithecus coronatus
- Subfamilia Archaeolemurinae †
  - Género Hadropithecus †
    - Hadropithecus stenognathus †

  - Género Archaeolemur †
    - Archaeolemur edwardsi †
    - Archaeolemur majori †
- Subfamilia Palaeopropithecinae[4][5] †
  - Género Archaeoindris †
    - Archaeoindris fontoynonti †

  - Género Babakotia †
    - Babakotia radofilai †

  - Género Mesopropithecus †
    - Mesopropithecus dolichobrachion †
    - Mesopropithecus globiceps †
    - Mesopropithecus pithecoides †

  - Género Palaeopropithecus †
    - Palaeopropithecus ingens †